# Ctenoplusia karthalae
Ctenoplusia karthalae är en fjärilsart som beskrevs av Claude Dufay 1982. Ctenoplusia karthalae ingår i släktet Ctenoplusia och familjen nattflyn. Inga underarter finns listade i Catalogue of Life.